# Trubbnate
Trubbnate (Potamogeton obtusifolius) är en nateväxtart som beskrevs av Franz Carl Mertens och Wilhelm Daniel Joseph Koch.
Trubbnate tillhör släktet natar och familjen nateväxter. IUCN kategoriserar arten globalt som livskraftig. Arten är reproducerande i Sverige. Inga underarter finns listade i Catalogue of Life.

## Bildgalleri

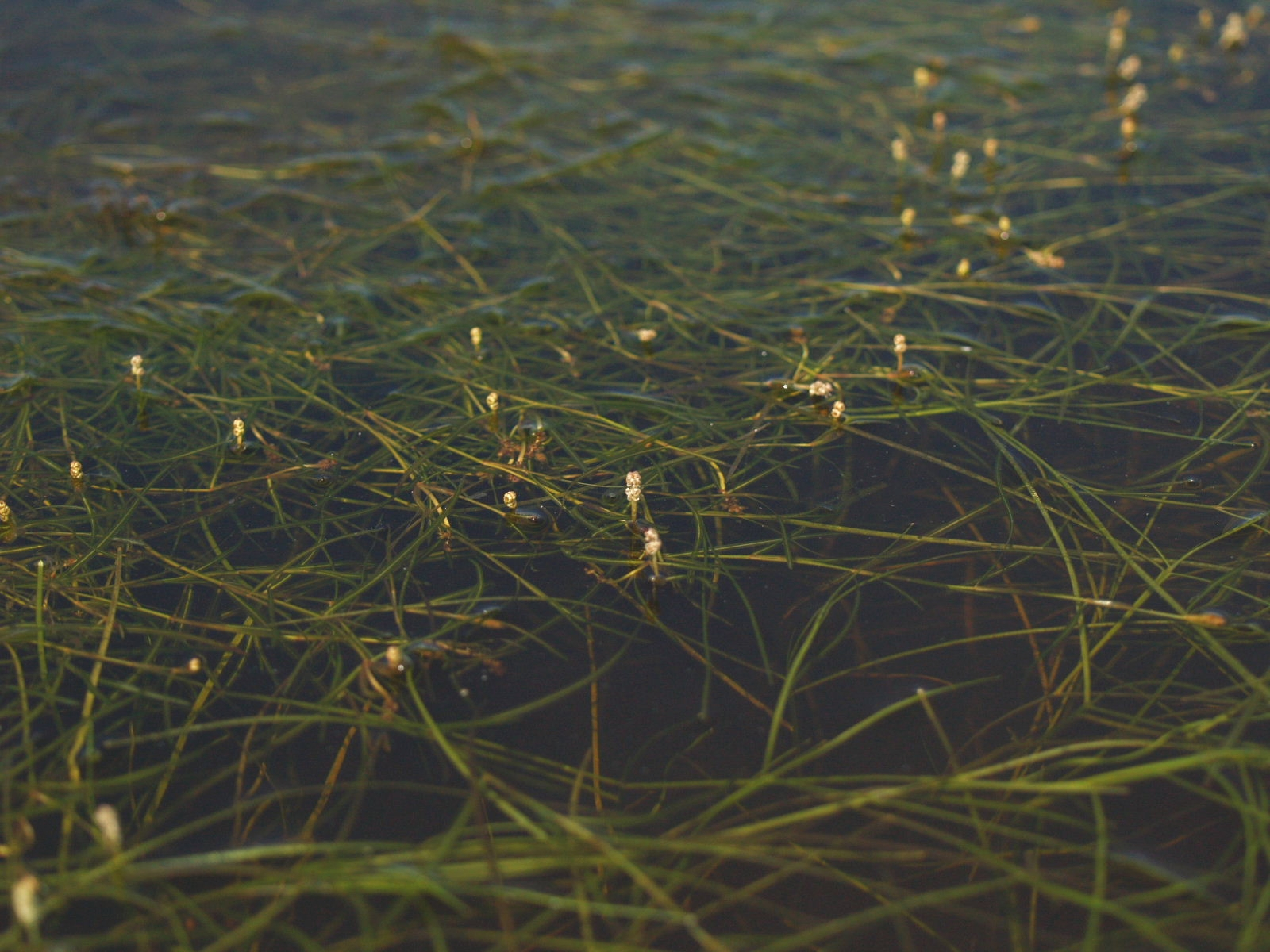
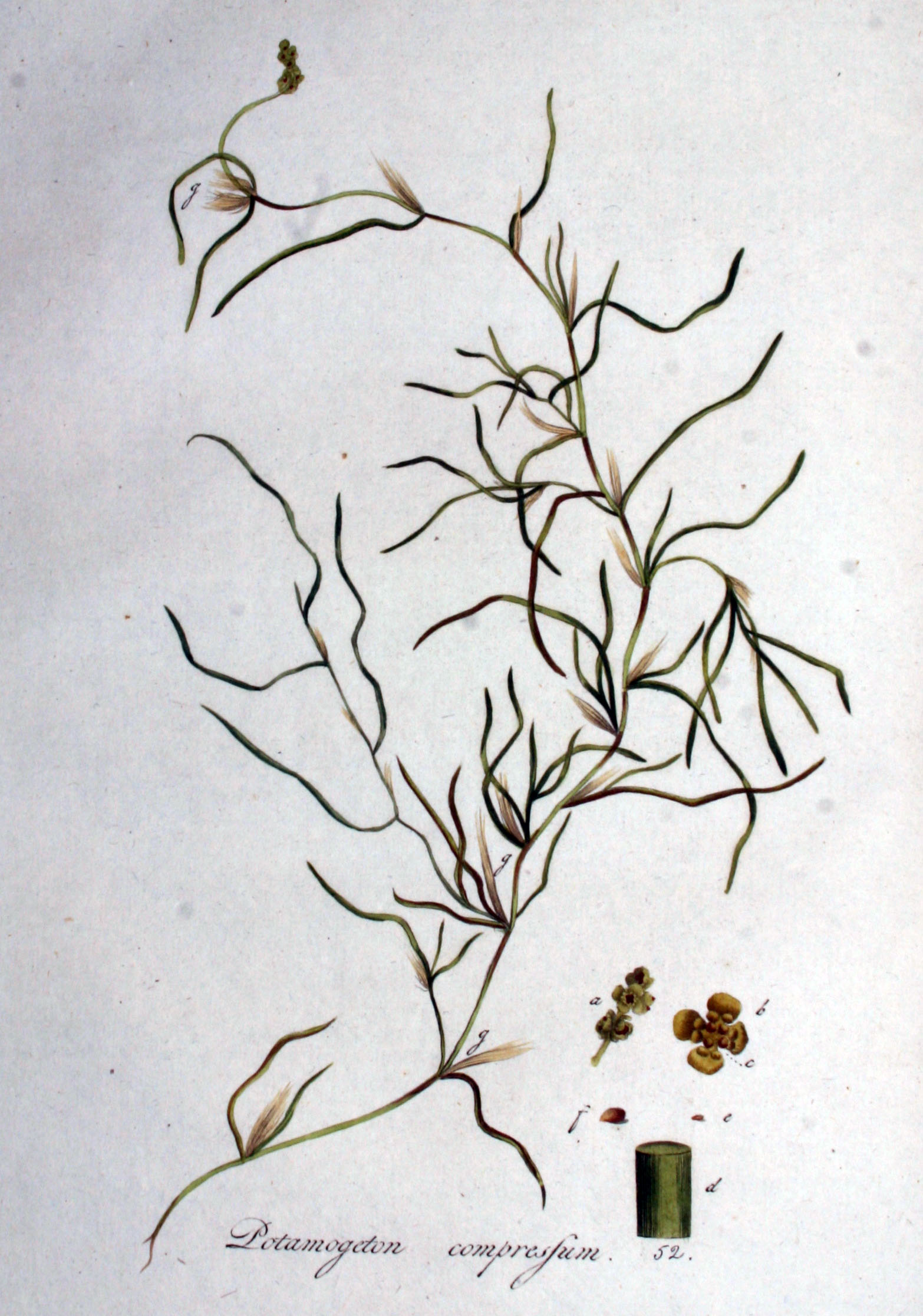